# Francesco Taskayali
Francesco Emre Taskayali (Roma, 4 luglio 1991) è un pianista e compositore italiano.
Ha composto musica per film, spot pubblicitari e documentari.

## Biografia
Nato a Roma, è figlio di una matematica italiana e di un ingegnere turco, da parte di nonna discende da un pascià dell'impero ottomano. Ha trascorso la sua infanzia a Istanbul nel quartiere Cihangir. Nel 1996 i suoi genitori si sono trasferiti a Latina, dove Taskayali è rimasto fino al compimento del 17º anno, quando ritornerà a vivere a Istanbul per finire gli studi superiori. Si è laureato in Scienze politiche con una tesi in Filosofia Politica riguardante Il Manifesto di Ventotene. Attualmente vive a Milano
Nonostante il parere contrario dei genitori, ha iniziato a comporre musica nel 2004 all'età di 13 anni, col brano È Sera.
Nel 2010 ha pubblicato il suo primo disco Emre, una raccolta di tutti i brani composti fino ai 18 anni, compreso il singolo Addio al Terminal.
Ha rappresentato l'Italia in diverse occasioni: nel 2012 esibendosi a Caracas con l'orchestra di El Sistema, il 2 giugno a Berlino per le celebrazioni della Festa della Repubblica Italiana e nel 2016 a Los Angeles per la giornata della Festa della Musica
Il 28 dicembre 2016 è stato ospitato nel concerto di beneficenza di Nino Surguladze a Tbilisi trasmesso in diretta televisiva georgiana.
Nella sua carriera da solista si è esibito in più di 15 paesi nel mondo. Ha partecipato a varie missioni nel mediterraneo in qualità di volontario della Croce Rossa Italiana.
Il 19 maggio 2017 è uscito il suo quarto disco Wayfaring, che a una settimana dal lancio è entrato nella 64ª posizione tra i 100 dischi più venduti in Italia.
Il 7 dicembre 2017 ha debuttato con un sold-out all'Auditorium Parco della Musica di Roma.
È stato il primo pianista ad esibirsi in un concerto galleggiante nelle acque del Lago di Paola
Nel 2020 durante la pandemia da Covid19 ha collaborato con il giornalista del New York Times e premio Pulitzer Ian Urbina alla realizzazione di un documentario per The Atlantic a bordo delle navi quarantena, dove Francesco Taskayali suonava per i migranti a bordo.

## Discografia

### Album in studio
- 2010 - Emre (INRI Classic/Warner Music)
- 2012 - Levent (INRI Classic/Warner Music)
- 2014 - Flying (INRI Classic/Warner Music)
- 2017 - Wayfaring (INRI Classic/Warner Music)
- 2019 - Homecoming (INRI Classic)
- 2020 - Piano Waves (The Outlaw Ocean LLC)
- 2023 - Nightlight (Believe)
- 2023 - Pandataria (ADA Music Italy)
- 2023 - From My Garden (Believe Music Italy)
- 2024 - Dreambox (Arealive, Believe Music)

### Colonne sonore

#### Pubblicità
- 2011 - Tim Bianca Balti[12]
- 2012 - Amlib 45507 (Rai/Mediaset)
- 2015 - Serafico Assisi (La7)

#### Documentari
- 2012 - Vik Utopia[13] (Rai3)
- 2012 - Lampedusa-Parigi: diario di viaggio[14] (Rai3)

#### Film
- 2013 - Ocho Pasos Adelante[15][16]